# اپرلی بریج
اپرلی بریج (به انگلیسی: Apperley Bridge) یک روستا در بریتانیا است که در یورک‌شر و هامبر واقع شده‌است.